# 엘 (충돌구)

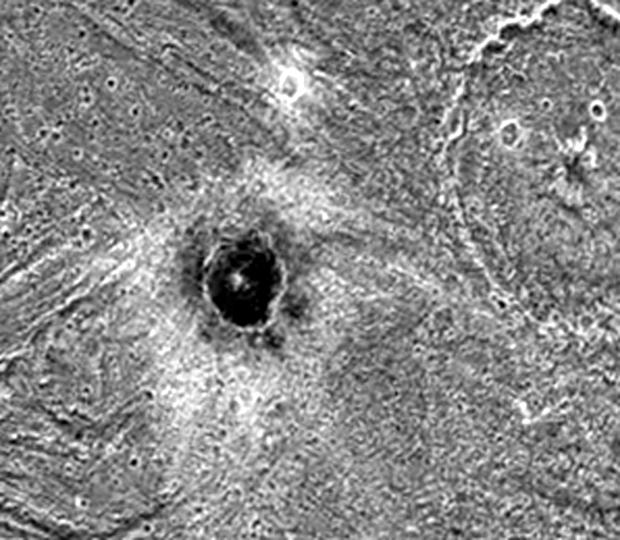
오른쪽 상단에 부분적으로 보이는 충돌구가 EI 충돌구이다.

엘(El)은 가니메데의 충돌구 중 하나이다. 길이는 54.3km이다. 중심에는 작은 "구멍"이 나 있다. 이러한 "중앙의 구멍"과 충돌구는 가니메데의 충돌구에서 공통적으로 나타나며, 이는 위성의 얕은 지하 구조에 관해 알 수 있기 때문에 중요하다.